# A. D. 마일스
앤서니 데이비드 "에이디" 마일스(영어: Anthony David "A. D." Miles, 1971년 11월 8일 ~ )는 미국의 배우이다.
노스캐롤라이나주에서 태어났다.

## 영화
- 레이트 나이트 위드 지미 펄론 (2009년)
- 아동병원 (2008년)
- 사람 만들기 (2008년) - 마틴 게리 역
- 팀 앤 에릭 오섬 쇼, 그레이트 잡! (2007년)
- 더 텐 (2007년)
- 처음 본 그녀에게 프로포즈하기 (2006년)
- 백스터 (2005년)
- 르노 911! (2003년)
- 업타운 걸스 (2003년)
- 법과 질서 - 뉴욕 특수수사대 (2001년)
- 13 컨버세이션 (2001년)
- 웻 핫 아메리칸 썸머 (2001년)
- 빌리버 (2001년)